# Аплизія
Аплизія (лат. Aplysia) — один з найбільших представників задньожаберних молюсків, також його називають морським зайцем.
Аплизія характеризується положенням зябер на правій стороні тіла під складкою мантії (у мантійній порожнині). На голові морського зайця є пара чутливих придатків. З боків тіло аплизії прикрите парою масивних лопатей, які розправляються і, хвилеподібно скорочуючись, дозволяють аплизії плисти досить довгий час. Забарвлення аплизій дуже красиве і різне: воно може бути темно-фіолетового з розкиданими по ній білими плямами, то ці плями розсіяні по охряно-жовтому фону, то переважають брудно-сірі і жовтуваті тони без різко окреслених плям. Рід аплизія широко поширений по теплих морях земної кулі; він включає досить велику кількість видів.
Морські зайці — гермафродити, і спаровуються вони зазвичай в ланцюзі. Так що особини, які знаходяться в середині ланцюга, виконують по черзі чоловічі і жіночі функції з тими, хто стоїть попереду або ззаду.

## Аплизії якмодельні організми
Нервова система морського зайця складається лише з 20 000 нервових клітин. Вони настільки великі (в діаметрі можуть досягати 1 мм), що їх видно неозброєним оком. Нервові клітини аплизії добре розрізняються зорово: вони пофарбовані в різні кольори. Саме ці переваги використовував нобелівський лауреат Ерік Кандел (Кендел) у своїх дослідженнях з фізіологічних механізмів пам'яті. До теперішнього часу аплизії залишаються одним з популярних модельних організмів при вивченні функціонування нервової системи.

## Види
- Aplysia argus Rüppell & Leuckart, 1830
- Aplysia californica J. G. Cooper, 1863
- Aplysia cedrosensis Bartsch & Rehder, 1939
- Aplysia cervina (Dall & Simpson, 1901)
- Aplysia cornigera G. B. Sowerby I, 1869
- Aplysia cronullae Eales, 1960
- Aplysia dactylomela Rang, 1828
- Aplysia denisoni E. A. Smith, 1884
- Aplysia depilans Gmelin, 1791
- Aplysia dura Eales, 1960
- Aplysia euchlora A. Adams, 1861
- Aplysia extraordinaria (Allan, 1932)
- Aplysia fasciata Poiret, 1789
- Aplysia gigantea G. B. Sowerby I, 1869
- Aplysia inca d'Orbigny, 1837
- Aplysia juliana Quoy & Gaimard, 1832
- Aplysia keraudreni Rang, 1828
- Aplysia kurodai Baba, 1937
- Aplysia lineolata A. Adams & Reeve, 1850
- Aplysia maculata Rang, 1828
- Aplysia morio (A. E. Verrill, 1901)
- Aplysia nigra d'Orbigny, 1837
- Aplysia oculifera A. Adams & Reeve, 1850
- Aplysia parvula Mörch, 1863
- Aplysia punctata (Cuvier, 1803)
- Aplysia rehderi Eales, 1960
- Aplysia reticulata Eales, 1960
- Aplysia reticulopoda Beeman, 1960
- Aplysia robertsi (Pilsbry, 1895)
- Aplysia rudmani Bebbington, 1974
- Aplysia sagamiana Baba, 1949
- Aplysia sowerbyi Pilsbry, 1895
- Aplysia sydneyensis G. B. Sowerby I, 1869
- Aplysia tanzanensis Bebbington, 1974
- Aplysia vaccaria Winkler, 1955
- Aplysia vexans Bergh, 1905